# Warlaing
Warlaing és un municipi francès, situat a la regió dels Alts de França, al departament del Nord. L'any 2006 tenia 549 habitants. Limita al nord amb Tilloy-lez-Marchiennes, a l'est amb Hasnon, al sud-est amb Hélesmes, al sud amb Wandignies-Hamage i a l'oest amb Marchiennes.

## Demografia
| 1962                                       | 1968 | 1975 | 1982 | 1990 | 1999 | 2006 |
| ------------------------------------------ | ---- | ---- | ---- | ---- | ---- | ---- |
| 431                                        | 359  | 352  | 340  | 381  | 461  | 549  |
| Des de 1962: població sense dobles comptes |      |      |      |      |      |      |

## Administració
| Període | Identitat       | Partit |
| ------- | --------------- | ------ |
| 2001-   | Patrice Bricout |        |